# 裕溪口站
裕溪口站是一个淮南线上的铁路车站，位于安徽省芜湖市鸠江区裕溪口街道，目前为二等站，邮政编码为241010。裕溪口站始建于1934年，1936年开始办理客运业务。1958年车站迁至现址，之后又先后建成先后建成调车线、装卸线14股以及其他线8条。1977年6月1日位于二坝镇的原芜湖北站启用后，车站不再办理客运业务。
车站目前不办理客业务。货运方面，芜湖港裕溪口煤码头铁路和水路联运货物在裕溪口站实施编组、换装，另外负责上海工务大修段芜湖北焊轨基地、上铁芜湖轨道板有限公司、安徽世德冶电燃料有限公司、益海嘉里（安徽）粮油工业有限公司、安徽皖江物流（集团）股份有限公司等接轨专用线的列车取送。

## 接驳交通

### 公交
- 裕铁编组站：52路[7]